# Karsten Fischer (Fußballspieler)
Karsten Fischer (* 27. Mai 1984 in Norden) ist ein deutscher Fußballspieler und Fußballtrainer.

## Karriere
Fischer spielte seit 2001 beim VfL Wolfsburg, zur Saison 2004/05 unterschrieb er einen Profivertrag bei den Wölfen. In der Saison 2006/07 sollte er an die TuS Koblenz ausgeliehen werden, um Spielpraxis zu sammeln. Fischer unterzeichnete den Vertrag jedoch nicht. In der Folge spielte er in der 2. Mannschaft des VfL, dort war er Stammspieler. Am 11. Januar 2007 folgte er dem Ruf seines Ex-Trainers Holger Fach und ging auf Leihbasis bis zum Ende der Saison zum SC Paderborn 07. Zur Saison 2007/08 wechselte er dann ablösefrei dorthin. Am 30. April 2008 gab der SC Paderborn bekannt, dass Fischers Vertrag für die Spielzeit 2008/09 verlängert wurde. Nach seiner Ausmusterung beim SCP zum Saisonende 2009 unterschrieb er einen Vertrag beim Drittligisten Wuppertaler SV Borussia. Am 10. Juni 2010 wurde bekannt, dass Karsten Fischer einen Vertrag bei Holstein Kiel in der Regionalliga Nord unterschrieben hat. Im Juli 2012 wechselte er von Kiel zum Ligakonkurrenten Goslarer SC 08. Zur Saison 2016/17 wechselt er als Spieler und Co-Trainer zum FC Eintracht Northeim. Eine Saison später verließ Fischer Eintracht Northeim, um sich als Spielertrainer dem MTV Gifhorn in der Oberliga Niedersachsen anzuschließen.
Der Mittelfeldspieler war vor seiner Zeit in Wolfsburg für die SpVg Aurich und den SuS Berumerfehn aktiv.